# Château-la-Vallière
Château-la-Vallière ist eine französische Gemeinde mit 1.734 Einwohnern (Stand 1. Januar 2022) im Département Indre-et-Loire in der Region Centre-Val de Loire. Sie gehört zum Arrondissement Chinon und zum Kanton Langeais.

## Bevölkerungsentwicklung
| Jahr      | 1962 | 1968 | 1975 | 1982 | 1990 | 1999 | 2012  |
| Einwohner | 1431 | 1530 | 1592 | 1628 | 1482 | 1535 | 1f674 |

## Sehenswürdigkeiten
- Ruinen des Schloss (Monument historique) und der Menhir von Vaujours.

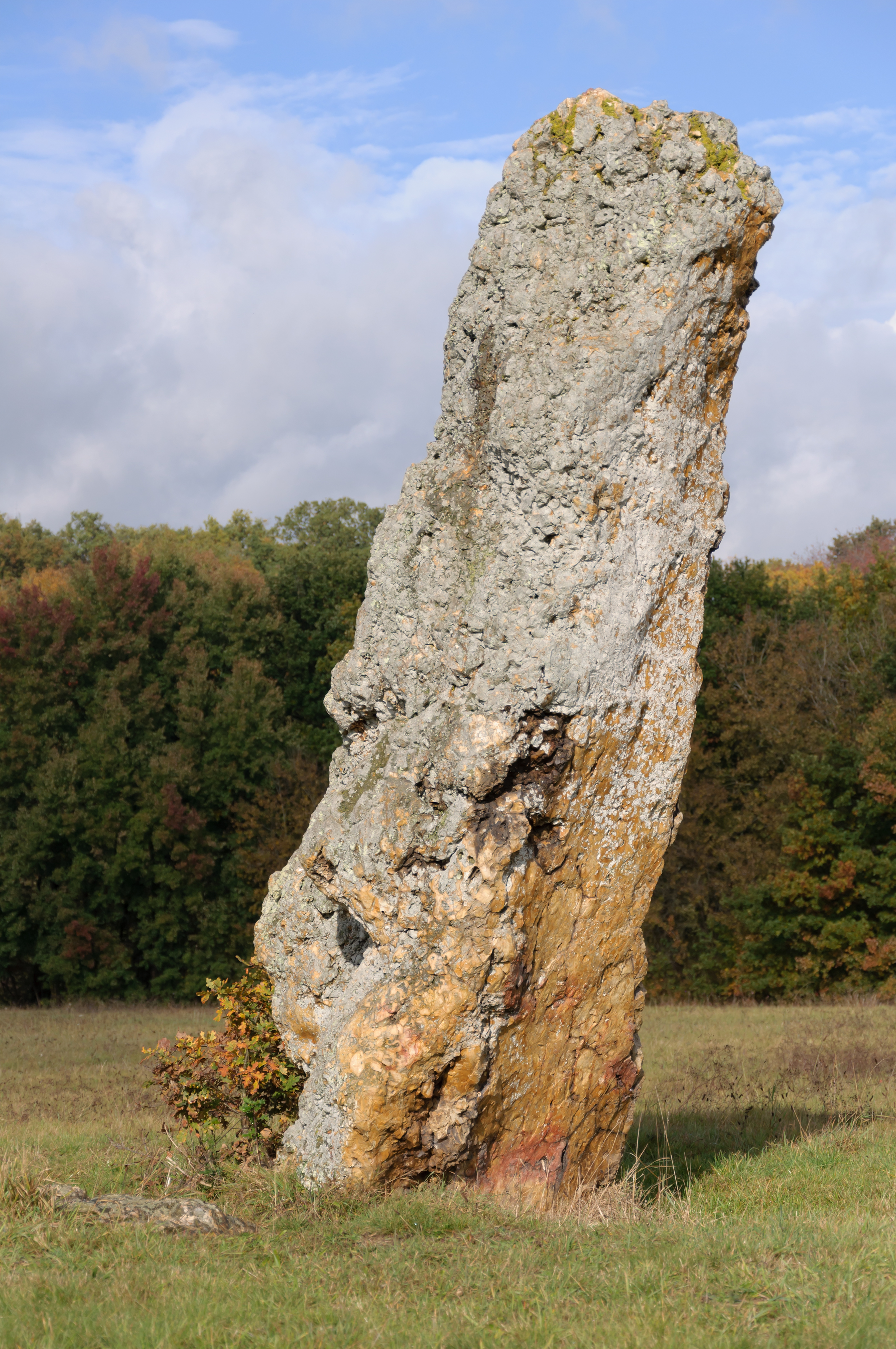
Menhir von Vaujours

## Persönlichkeiten
- Louise Françoise de La Baume Le Blanc, Herzogin von La Vallière und Vaujours, genannt Louise de La Vallière (1644–1710), Mätresse Ludwigs XIV.
- Jean Schubnel (1894–1987), naiver Maler, geboren in Château-la-Vallière